# ادوین گریناور
ادوین گریناور (آلمانی: Edwin Grienauer; ۷ مارس ۱۸۹۳ – ۲۱ اوت ۱۹۶۴) مجسمه‌ساز اهل اتریش بود.
از افتخارات وی میتوان به کسب مدال برنز مدال و لوح یادبود در بخش مسابقات هنری بازی‌های المپیک تابستانی ۱۹۴۸ اشاره کرد.